# 克魯皮納

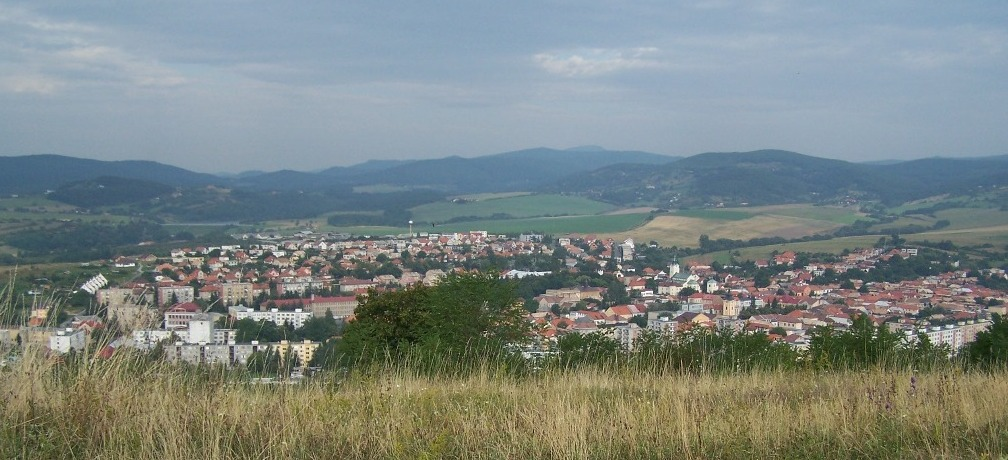

克魯皮納是斯洛伐克的城鎮，位於該國中南部，由班斯卡-比斯特里察州負責管轄，面積88.67平方公里，海拔高度262米，2005年人口7,812，其中七成居民信奉羅馬天主教。

## 外部連結
- Official website （页面存档备份，存于） （斯洛伐克文）